# Asta-Net
ASTA-NET S.A. – polska spółka z siedzibą w Pile. Należąca do Grupy Asta. Dostawca internetu światłowodowego, telewizji kablowej i telefonii stacjonarnej. Według danych Polskiej Izby Komunikacji Elektronicznej w 2020 r. sieć miała 49 tysięcy abonentów, co dawało jej 6. pozycję w skali całego kraju.

## Historia
Firma powstała w 1989 roku w Pile.
17 stycznia 2011 roku doszło do awarii sieci, która pozbawiła dostępu do usług 20 tysięcy abonentów. Przyczyną było włamanie do studzienki i przecięcie wiązki światłowodowej.
1 lutego 2011 Asta-Net przejęła trzcianeckiego operatora sieci PCnet Computer.
1 marca 2015 roku spółka przejęła operatora Antserwis z Wałcza.
29 sierpnia 2018 roku firma podpisała kontrakt w ramach Programu Polska Cyfrowa na sumę 94 mln złotych, dzięki któremu podłączy do szerokopasmowego internetu 103 szkoły i ponad 21 tysięcy gospodarstw domowych w czterech powiatach województwa zachodniopomorskiego: koszalińskim, kołobrzeskim, sławieńskim i białogardzkim.